# Fritz Lindenberg
Wilhelm Fritz Lindenberg (* 12. März 1904 in Halle (Saale); † 12. Mai 1995 in Marl) war ein deutscher kaufmännischer Angestellter und nationalsozialistischer Funktionär, der 1931 zum Gaufunkwart und 1935 zum Landeskulturwalter im Gau Halle-Merseburg ernannt wurde.

## Leben
Lindenberg war ein gelernter kaufmännischer Angestellter und ging bis 1933 in verschiedenen Betrieben einer kaufmännischen Tätigkeit nach. Zum 1. Februar 1931 trat er der NSDAP bei (Mitgliedsnummer 420.599) und wurde 1931 zum Gaufunkwart im Gau Halle-Merseburg ernannt. Nach der „Machtergreifung“ der Nationalsozialisten wurde Lindenberg im Juli 1933 zum Rundfunkreferent der Landesstelle Mitteldeutschland des Reichspropagandaministeriums, deren Leitung er später übernahm. In Personalunion war er seit 1935 gleichzeitig auch Landeskulturwart des Reichskultursenats. Sein Dienstsitz war in Halle (Saale).